# 나무타기쥐속
나무타기쥐속 또는 틸로미스속(Tylomys)은 쥐상과 비단털쥐과에 속하는 설치류 속 분류군이다. 7종을 포함하고 있다.

## 하위 종
- 치아파스나무타기쥐 (Tylomys bullaris)
- 황갈색배나무타기쥐 (Tylomys fulviventer)
- 미라나무타기쥐 (Tylomys mirae)
- 페테르스나무타기쥐 (Tylomys nudicaudus)
- 파나마나무타기쥐 (Tylomys panamensis)
- 툼발라나무타기쥐 (Tylomys tumbalensis)
- 왓슨나무타기쥐 (Tylomys watsoni)